# Liste der Stolpersteine in Oedheim
In der Liste der Stolpersteine in Oedheim sind alle elf Stolpersteine aufgeführt, die im Rahmen des Projekts des Künstlers Gunter Demnig bislang in Oedheim nördlich von Heilbronn verlegt wurden. Auf Initiative der Kolpingsfamilie Oedheim, die ein Projekt Stolpersteine in Oedheim anstießen, wurden die Stolpersteine am 15. März 2013 verlegt.
Die Angehörigen von Oleg-Ludwig Freiherr von Wächter-Lautenbach, einem Sohn des württembergischen Diplomaten und Politikers Johann August Freiherr von Wächter-Lautenbach, verzichteten auf die Verlegung eines Stolpersteins.

## Stolpersteine in Oedheim
Die Tabelle ist teilweise sortierbar; die Grundsortierung erfolgt alphabetisch nach dem Verlegeort. Die Spalte Person, Inschrift wird nach dem Namen der Person alphabetisch sortiert. Zusammengefasste Adressen von Verlegeorten zeigen an, dass mehrere Stolpersteine an einem Ort verlegt wurden.
| Bild         | Person, Inschrift | Verlegeort                         | Verlegedatum  | Information |
| ------------ | --- | ---------------------------------- | ------------- | --- |
|              | HIER WOHNTE APOLONIA SCHIRMER GEB. ECKERT JG. 1879 EINGEWIESEN 1938 HEILANSTALT LIEBENAU ‘VERLEGT’ 30.8.1940 GRAFENECK ERMORDET 30.8.1940 AKTION T4 | Hauptstraße 24 (Lage)              | 15. März 2013 | |
|              | HIER WOHNTE EMIL BAUMGART JG. 1881 DENUNZIERT VERHAFTET 2.4.1945 ‘WEHRKRAFTZERSETZUNG’ KREISLEITUNG HEILBRONN STANDRECHTLICH ERSCHOSSEN 2.4.1945    | Hauptstraße 58 (Lage)              | 15. März 2013 | |
|              | HIER WOHNTE ALOIS LAST JG. 1897 EINGEWIESEN 1921 HEILANSTALT WEINSBERG ‘VERLEGT’ 16.7.1940 GRAFENECK ERMORDET 16.7.1940 ‘AKTION T4’                 | Klinge 6 (Lage)                    | 15. März 2013 | |
|              | HIER WOHNTE EUGEN MUTH JG. 1910 EINGEWIESEN 1927 HEILANSTALT LIEBENAU ‘VERLEGT’ 25.7.1940 GRAFENECK ERMORDET 25.7.1940 AKTION T4                    | Mühlgasse 10 (Kochertalweg) (Lage) | 15. März 2013 | |
| Bild gesucht | HIER WOHNTE JOSEFINE HEIL JG. 1910 EINGEWIESEN 1934 HEILANSTALT WEINSBERG ‘VERLEGT’ 8.5.1940 GRAFENECK ERMORDET 8.5.1940 AKTION T4                  | Mühlgasse 11 (Lage)                | 15. März 2013 | Aufgrund einer Großbaustelle ist der Stolperstein für Josefine Heil derzeit (September 2019) vorübergehend entfernt. |
|              | HIER WOHNTE ROSA MERGENTHEIMER JG. 1869 DEPORTIERT 1942 THERESIENSTADT TOT 29.9.1942                                                                | Neuenstadter Straße 14 (Lage)      | 15. März 2013 | |
|              | HIER WOHNTE WILHELMINE MERGENTHEIMER JG. 1871 DEPORTIERT 1942 THERESIENSTADT TOT 12.4.1943                                                          | Neuenstadter Straße 14 (Lage)      | 15. März 2013 | |
|              | HIER WOHNTE ISAAK MERGENTHEIMER JG. 1875 DEPORTIERT 1942 THERESIENSTADT ERMORDET IN TREBLINKA                                                       | Neuenstadter Straße 14 (Lage)      | 15. März 2013 | |
|              | HIER WOHNTE MINA MERGENTHEIMER GEB. KANDER JG. 1888 DEPORTIERT 1942 THERESIENSTADT ERMORDET IN TREBLINKA                                            | Neuenstadter Straße 14 (Lage)      | 15. März 2013 | |
|              | HIER WOHNTE ANNA MANNHEIMER JG. 1875 DEPORTIERT 1942 THERESIENSTADT ERMORDET IN TREBLINKA                                                           | Schulstraße, Ecke Klinge (Lage)    | 15. März 2013 | |
|              | HIER WOHNTE PAULA RÖSER JG. 1915 EINGEWIESEN 1924 HEILANSTALT LIEBENAU ‘VERLEGT’ 30.8.1940 GRAFENECK ERMORDET 30.8.1940 AKTION T4                   | Schlossstraße 7 (Lage)             | 15. März 2013 | |